# Daniel Mille
Daniel Mille (* 1958 in Grenoble) ist ein französischer Jazzmusiker (Akkordeon, Komposition).

## Leben und Wirken
Mille stammt aus einem musischen Haushalt (die Mutter ist Tänzerin, der Vater Schlagzeuger). Im Alter von elf Jahren begann er mit dem Akkordeonspiel, gab aber den Unterricht nach zwei Jahren auf, weil ihm das Instrument zu limitiert schien. Erst, nachdem er Richard Galliano in einem Konzert von Claude Nougaro erlebte, entdeckte er die Möglichkeiten, die das Instrument im Jazzkontext bot. Er begann als Straßenmusiker zu arbeiten, begleitete aber auch Barbara. 1993 wurde er auf der Straße durch den Musikproduzenten (und Sänger) Pierre Barouh entdeckt, der umgehend Alben mit ihm bei Savannah Records einspielte.
Mille begleitete während seiner weiteren Karriere zudem Künstler wie Jacques Higelin, Gérard Ansaloni, Maxime Le Forestier oder Maurane. Weiterhin ist er auf Alben mit Daniel Goyone, Salif Keita, Lokua Kanza, Richard Bona, Jean-Pierre Mas, Christophe Wallemme, Brigitte Fontaine, Camille Bertault und Nina Hagen zu hören und hat Jean-Louis Trintignant auf mehreren Alben mit Gedichtrezitationen begleitet, zunächst von Guillaume Apollinaire (Poèmes à Lou, Alcools zu Kompositionen von Erik Satie) und von Louis Aragon (La Valse des adieux zu seinen eigenen Kompositionen). Zuletzt spielte er 2014 ein Album mit Kompositionen von Astor Piazzolla ein.

## Preise und Auszeichnungen
Mille erhielt 1995 einen Django d’Or als „Neues Talent“. 2006 wurde er bei Victoires du Jazz zum „besten Jazzmusiker des Jahres“ gewählt; im selben Jahr wurde er sowohl mit dem Prix Gus Viseur ausgezeichnet als auch mit dem Coup de cœur der Académie Charles-Cros für die Produktionen mit Jean-Louis Trintignant.

## Diskographische Hinweise
- Sur les quais (1993)
- Les Heures tranquilles (1995)
- Le Funambule (1999)
- Entre chien et loup (2001)
- Eric Longsworth with Daniel Mille & Pierre Tanguay Sans Souci (Enja 2003)
- Après la pluie... (2005)
- L’Attente (2009)
- Cierra tus ojos (Sony 2014)
- Trintignant Mille Piazzolla (mit Jean-Louis Trintignant, 2018)